# キム・コッピ
キム・コッピ（김꽃비、Kim Kkot-bi、1985年11月24日 - ）は、韓国の女優。キム・コッビと表記されることもある。「コッピ」の音節は花（꽃）と雨（비）を意味する。

## 経歴
1985年11月24日、京畿道富川市で生まれた。ソーサ高校卒業。明大学校ヨングクハク学士号取得。小学校の時からフランスの劇団と一緒に世界演劇祭の舞台に立った 。
2001年に映画『頭師父一体』で多くの女子高生エキストラの一人として出演し、2002年に『妬みは私の力』で本格的にデビューした。2006年、『三叉路劇場』で少女「小段」役を引き受け、2008年の『息もできない』で不遇な家庭生活に傷を経験するが屈せず勝ち抜こうとする女子高生「恋姫」役で2009年に様々な映画賞を受賞した。
2011年釜山国際映画祭のレッドカーペット・イベント中、ドレスの上に韓進重工業の作業服を着て、「労働者の整理解雇撤回を要求するデモ」をし、「海軍基地で葛藤を生じた済州江汀村を応援するフレーズが書かれた黒い布」をまとい、見ていた人々を驚かせた。
2013年、常本琢招監督『蒼白者 A Pale Woman』で忍成修吾と共演。同年、朝倉加葉子監督『クソすばらしいこの世界』に主演する。

## フィルモグラフィー

### 出演映画
- マイ・ボス マイ・ヒーロー（2001年）
- 頑張れ! グムスン（2002年）
- 嫉妬は私の力（2002年）
- 和気あいあい（2004年）
- 6月の日記（2004年）
- B型の彼氏（2005年）
- チャーミング・ガール（2006年）
- 親知らず（2006年）
- 三叉路劇場（2006年）
- 相棒（2006年）
- 家族の誕生（2006年）
- 露後（2006年）
- リアリティ・バイツ（2006年）
- あなたの近くに（2006年）
- 略奪者たち（2007年）
- ミロア（2007年）
- 星中の栗（2008年）
- 殺しに行きます（2008年）
- 息もできない（2008年）
- 少女と少女の携帯電話（2009年）
- 人間辞表を立て（2009年）
- うちにどうして来たの（2009年）
- 今私は勇敢になるよ（2010年）
- 宇宙からの倒立（2010年）
- 香りの喪失（2011年）
- 家（2011年）
- 鬼（2011年）
- 私のそばにいてくれ（2011年）
- 恥ずかしくて（2011年）
- 豚の王（2011年）
- ウェアには、ラインツシャインロー（2011年）
- 怪談新耳袋 殴り込み! 劇場版（2011年）
- マジック＆ロス（2011年）
- クソすばらしいこの世界（2013年）
- 蒼白者 A Pale Woman（2013年）
- 冥王星（2013年）
- ラフ・プレー（2013年）
- 群盗（2014年）
- ある優しき殺人者の記録（2014年9月6日公開、白石晃士監督）
- グレイトフルデッド（2014年、内田英治監督） - スヨン 役
- 部屋のなかで（2015年、エリック・クー監督） - ソユン 役
- つむぐもの（2016年、犬童一利監督） - ヨナ 役[9]
- 君が君で君だ（2018年、松居大悟監督） - ソン 役[10]
- なまず（2018年）

### 監督映画
- 私私私：女優素顔プロジェクト（2011年）

### テレビ
- グァンヨムソナタ（2011年）

## 演劇
- カポニノ
- 美しいサイン

## 受賞歴

### 2002年
- 京畿道青少年演劇祭：演技賞

### 2009年
- 第46回大鐘賞：新人女優賞（『息もできない』）[11]
- 第30回青龍映画賞：新人女優賞（『息もできない』）[12]
- 第7回ロシア太平洋映画祭：主演女優賞（『息もできない』）[13]
- 第2回コリアジュニアスターウォーズ：映画部門新人賞（『息もできない』）[14]
- 第10回ラス・パルマス国際映画祭：主演女優賞（『息もできない』）[15]

## 審査員
- 2011年 - 第16回釜山国際映画祭